# Argiope ocula
Argiope ocula är en spindelart som beskrevs av Fox 1938. Argiope ocula ingår i släktet Argiope och familjen hjulspindlar. Inga underarter finns listade i Catalogue of Life.